# Styphnolobium
Styphnolobium es un género de plantas con flores con nueve especies, perteneciente a la familia Fabaceae.

## Especies
- Styphnolobium affine
- Styphnolobium burseroides
- Styphnolobium caudatum
- Styphnolobium conzattii
- Styphnolobium japonicum
- Styphnolobium monteviridis
- Styphnolobium parviflorum
- Styphnolobium protantherum
- Styphnolobium sporadicum